# Poljska na Svjetskom prvenstvu u atletici 2015.
Poljska se kao država članica IAAF-a natjecala na Svjetskom prvenstvu u atletici 2015. u Pekingu (od 22. do 30. kolovoza), natjecala s 50 predstavnika.

## Osvajači odličja
| Odličje | Atletičar           | Disciplina      | Nadnevak     | Rezultat  |
| ------- | ------------------- | --------------- | ------------ | --------- |
| zlato   | Paweł Fajdek        | Bacanje kladiva | 23. kolovoza | 80,88 m   |
| zlato   | Anita Włodarczyk    | Bacanje kladiva | 27. kolovoza | 80,85 m   |
| zlato   | Piotr Małachowski   | Bacanje diska   | 29. kolovoza | 67,40 m   |
| srebro  | Adam Kszczot        | 800 m           | 25. kolovoza | 1:46,08 s |
| bronca  | Wojciech Nowicki    | Bacanje kladiva | 23. kolovoza | 78,55 m   |
| bronca  | Paweł Wojciechowski | Skok s motkom   | 24. kolovoza | 5,80 m    |
| bronca  | Piotr Lisek         | Skok s motkom   | 24. kolovoza | 5,80 m    |
| bronca  | Robert Urbanek      | Bacanje diska   | 29. kolovoza | 65.18 m   |